# 敘利亞禮天主教貝魯特教區
敘利亞禮天主教貝魯特教區（拉丁語：Eparchia Berytensis Syrorum）是黎巴嫩一個東儀天主教教區（敘利亞禮）。是該教會宗主教的教座所在處。
1817年升為教區，1910年宗主教設座於此。2009年有十六名司鐸、五個堂區、14,500名教友。現任教區主教為依納爵·尤素福三世。

## 外部連結
- Beschreibung auf catholic-hierarchy.org (englisch) （页面存档备份，存于）
- Eintrag über die Eparchie Beirut auf Giga-Catholic (englisch) （页面存档备份，存于）